# Ákra Moúnta
Ákra Moúnta är en udde i Grekland.   Den ligger i prefekturen Nomós Kefallinías och regionen Joniska öarna, i den sydvästra delen av landet, 260 km väster om huvudstaden Aten.
Terrängen inåt land är varierad. Havet är nära Ákra Moúnta åt sydost.  Närmaste större samhälle är Póros, 10,8 km norr om Ákra Moúnta. 